# Amylofungus corrosus
Amylofungus corrosus är en svampart som först beskrevs av Gordon Herriot Cunningham, och fick sitt nu gällande namn av Sheng H. Wu 1996. Amylofungus corrosus ingår i släktet Amylofungus och familjen Peniophoraceae.   Inga underarter finns listade i Catalogue of Life.